# Gongbi

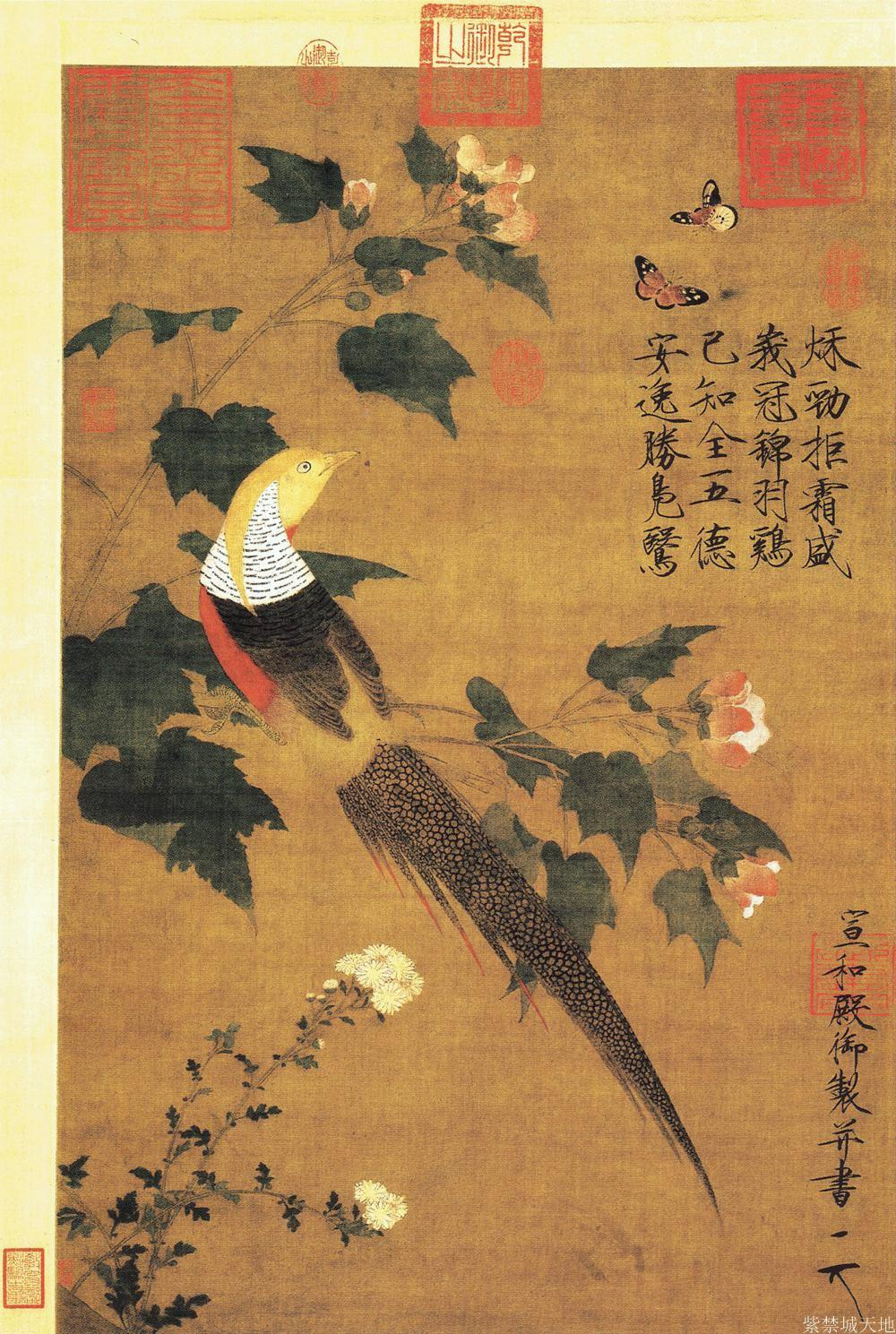
Faisán dorado y flores de rosas de algodón con mariposas por el emperador Huizong de Song

Gongbi (en chino tradicional, 工筆; en chino simplificado, 工笔; pinyin, gōng bǐ; Wade-Giles, kung-pi) es una cuidadosa técnica realista en la pintura china, la opuesta al estilo xieyi (寫意 «esbozar pensamientos») interpretativo y libremente expresivo.
El nombre proviene del chino gong jin, que significa «ordenado" (meticulosa mano de obra con pincel). La técnica del gongbi utiliza pinceladas muy detalladas que delimitan los detalles con mucha precisión y sin variación independiente o expresiva. A menudo tiene muchos colores y generalmente representa temas narrativos o figurativos.
El término relacionado con gongbi, jiehua (o «pintura de límites»), se refiere a la representación precisa de formas arquitectónicas con la ayuda de reglas.

## Historia
El estilo gongbi tuvo sus inicios durante la dinastía Han (206 a. C. - 220 d. C.) cuando la estabilidad política Han y su prosperidad favorecieron el avance de las artes. Estas pinturas alcanzaron su punto máximo entre las dinastías Tang y Song (siglos VII al XIII) cuando estas refinadas pinturas fueron respaldadas y coleccionadas por las familias reales de China. Para perfeccionar este estilo, los artistas de gongbi deben comprometerse totalmente con estas técnicas. Solo los ricos podían permitirse tales artistas. Este estilo de arte se logró en secreto en palacios reales y casas particulares. Gongbi es una de las técnicas de pintura china más antiguas que presenta narrativas o figuras de alta autoridad en ellas.

## Herramientas
Cuando se utilizan pinceles para pintar gongbi, existen tipos específicos para contornear y colorear. Hay cuatro tipos de pinceles para contornear; Hong Mao (pelos rojos), se utilizan para dibujar trazos gruesos principalmente para paisajes y efectos visuales de fondo. Yi Wen se usa para líneas más largas para, por ejemplo, pintar ropa. Los pinceles Ye Jing se utilizan para contornear flores y sábanas. Xie Zhua es el pincel de contorno más fino utilizado para pintar trazos de libélulas y detalles específicos en la pintura. Hay tres tamaños de pinceles que se utilizan para colorear la superficie de la pintura: Da Bai Yun (gran nube blanca), Zhong Bai Yun (nube blanca promedio) y Xiao Bai Yun (pequeña nube blanca).
Los borradores se suelen dibujar en papel de arroz. Si solo hay un borrador, se utiliza un tipo especial de papel llamado papel Xuan. Hay dos tipos diferentes de papel Xuan. Uno se llama papel Shu Xuan (papel de arroz cocido), que generalmente se usa para el gongbi. Otro tipo es el papel Sheng Xuan (papel de arroz crudo). Por lo general, se usa para el xieyi. El papel suave es capaz de absorber bien el agua y se utiliza mejor para la pintura y la caligrafía chinas. También se puede usar seda, cuando es de buen tamaño.

## Proceso
El gongbi requiere dibujar con líneas finas primero para representar las semejanzas exageradas de los objetos, y luego agrega lavados de tinta y color capa por capa, para acercarse a la perfección de la exquisitez y las bellas artes. La práctica del gongbi se basa específicamente en papel de arroz al esbozar el diseño y la disposición del dibujo. Por lo general, se usa lápiz antes de comenzar el segundo borrador con los pinceles de punta. La variación y el detalle en los trazos son importantes, especialmente cuando se superponen cada lavado de tinta. Se utilizan trazos hacia arriba y hacia abajo que enfatizan imágenes detalladas como rasgos faciales e insectos. Después de cientos de años, se desarrolló una técnica que usan sistemáticamente todos los artistas de gongbi. Las líneas se utilizan primero para contornear la figura y determinar los contornos finos de la pintura. Se agregan colores modestos a la pintura que se suman a un sentido de la naturaleza; los colores extravagantes se utilizan cuando el contenido del cuadro tiene líneas acentuadas.

## Pintores degongbi
Listado cronológicamente:
- Yan Liben (c. 600–673)
- Zhang Xuan (713–755)
- Zhou Fang (c. 730–800)
- Gu Hongzhong (937–975)
- Emperador Huizong de Song (1082–1135)
- Tang Yin (1470–1524)
- Qiu Ying (1494–1552)
- Chen Hongshou (1598–1652)